# Vincenzo Scaramuzza
Pour les articles homonymes, voir Scaramuzza.
Vincenzo Scaramuzza est un pianiste italien né à Crotone le 19 juin 1885, mort à Buenos Aires le 24 mars 1968.

## Biographie
Vincenzo Scaramuzza est né à Crotone (Italie) le 19 juin 1885 d’une famille de musiciens. Il a été initié à l’art du piano par son père Francesco, professeur réputé. Dès son plus jeune âge, il fit montre d’un grand talent. A l’âge de sept ans, il commença à se produire avec succès dans une série de concerts.
Après avoir réussi un examen difficile, il obtint une bourse qui lui permit de continuer sa formation au sein de la prestigieuse Académie de Musique « S. Pietro a Maiella » de Naples, là où il étudia sous la direction des meilleurs professeurs de l’époque, tels que Florestano Rossomandi, Alessandro Longo et Beniamino Cesi. Malgré son très jeune âge, il fut diplômé avec les félicitations du jury. Il démarra alors une carrière de pianiste concertiste en se produisant dans les plus grandes villes italiennes.
Mais sa vocation première a été d’enseigner. À cette époque il était très difficile d’obtenir un poste d’enseignement dans n’importe quelle académie de musique d’Italie. Scaramuzza a dû participer ainsi à un concours national de niveau très élevé, un vrai défi pour les meilleurs étudiants italiens de piano. Parmi tous les compétiteurs, seuls Scaramuzza et Brugnoli ont obtenu les notes maximales. Mais pour des raisons bureaucratiques, parce qu’il était le plus âgé des deux, Brugnoli s’est vu attribuer un poste important d’enseignement à l’Académie de Musique de Parme, tandis que Scaramuzza a été récompensé par un lot de consolation : un poste mineur à Naples.
Désappointé et ennuyé par la bureaucratique excessive du système éducatif italien, laquelle, selon son opinion, entravait la liberté d’expression d’un professeur, Scaramuzza décida de quitter l’Italie, après seulement deux mois de service à Naples. C’est en 1907 qu’il s’installa en Argentine.
Loin des jugements sévères des professeurs de musique de la vieille école, libre de la bureaucratie contraignante et des programmes stricts des académies de musique de l’Italie, Scaramuzza a trouvé à Buenos Aires l’environnement parfait pour y développer une nouvelle technique pianistique qu’il avait déjà expérimentée en Italie.
Il démarra une collaboration avec la branche argentine de l’Académie S. Cecilia de Musique, apportant de l’air frais à un système d’enseignement traditionnel du piano : une nouvelle méthodologie du piano qu’il avait tirée des recherches européennes modernes de la fin du XIXe et du début du XXe siècles d’une part, de son expérience personnelle, fruit d’une personnalité intelligente et originale d’autre part.
En 1912, après s’être marié avec l’une de ses élèves, Sara Bagnati, il fonda à Buenos Aires l’Académie de Musique Scaramuzza, et reprit en même temps une carrière de pianiste concertiste, se produisant, non seulement en Argentine, mais aussi en Europe. Il devint bientôt célèbre pour sa virtuosité au piano. Il était reconnu dans tout le continent américain et en Europe pour son assurance à jouer les pièces les plus difficiles du répertoire grâce à une technique formidable qui lui permettait une maîtrise complète de l’instrument.
L’appel de la pédagogie était plus fort que sa carrière de concertiste. Aussi donna-t-il en 1923 son dernier concert à Berlin où il joua trois sonates de Beethoven (op.31 n°2, op.106, op. 110) sous les applaudissements de Feruccio Busoni. À partir de ce moment-là, il se dédia exclusivement à l’enseignement, perfectionnant son extraordinaire méthode innovante de l’enseignement du piano. Cette méthode, fondée sur une étude exacte de l’anatomie du pianiste, permet une complète relaxation des muscles et des tendons de la main et du bras, même lorsque le pianiste doit exécuter les pièces les plus difficiles. En conséquence, le son est toujours rond et sans rugosité, jamais métallique même en jeu fortissimo, et l’exécutant n’est jamais dérangé par une contracture musculaire.
Grâce à sa méthode d’enseignement, Scaramuzza acquit immédiatement une grande notoriété mondiale. Il était admiré et tenu en grande estime par les plus grands pianistes de sa génération (comme Arthur Rubinstein par exemple à qui il a donné de précieux conseils technique. Il ne laissa aucune trace livresque de son système d’enseignement, bien qu’une de ses élèves Maria Rosa Oubiña de Castro, l’ait reconstruit à partir des notes qu’il a laissées toute sa vie durant. Ce livre, publié en 1973 s’intitule Enseñanzas de un gran maestro. Quatre ouvrages plus récents lui ont été consacrés : L'arte pianistica di Vincenzo Scaramuzza de Antonio Lavoratore (ISMEZ, 1990), Le Moi intime du Piano de Pierre Tran (Editions Van de Velde, 2009), Vincenzo Scaramuzza – Il Maestro dei grandi pianisti, Genialità di un artista e di un didatta de Panzica Pamela Ivana Edmea (Casa Musicale Eco, 2012) et Vicente Scaramuzza. La vigencia de una escuela pianística de Sebastián Colombo (Ediciones Círculo Rojo, 2013). S'y ajoute un corpus en quatre tomes consacrés à la pratique de sa technique : Sur les Traces de Scaramuzza de Marie-Christine Calvet (Édition Centre de Recherche et d’Etude Pianistique, 1994 à 2007).
En tant que professeur il était extrêmement strict et exigeant, demandant toujours le meilleur à ses élèves. Certains des plus grands pianistes étaient ses disciples, tels que Martha Argerich, Bruno Leonardo Gelber, Fausto Zadra, Enrique Barenboïm (le père de Daniel Barenboïm, lequel a été pendant longtemps le professeur de piano de son propre fils), sans oublier d'autres pianistes tels que Sylvia Kersenbaum, Maria Cristina Filoso et Monica Stirpari ou le chef d'orchestre argentin Pedro Ignacio Calderón. Monica Stirpari a réalisé en 2009 un CD en hommage à son professeur.
Vincenzo Scaramuzza était aussi un compositeur. Il a écrit des pièces pour piano seul dont quatre Mazurkas, des morceaux pour piano et orchestre, de la musique de chambre, un poème lyrique Bosco Incantato, et un opéra inachevé Hamlet.
Durant les dernières années de sa vie, bien que cloué au lit parce que gravement malade, il n’abandonna pas l’enseignement. Il fit monter un piano dans sa chambre, et de son lit, il continuait à donner des leçons à ses élèves jusqu’à la fin. Il mourut à Buenos Aires le 24 mars 1968.